# Алдамжар, Зулкарнай Алдамжарович
Зулкарна́й (Зулхарна́й) Алдамжа́рович Алдамжа́р (Алдамжа́ров) (каз. Зұлқарнай Алдамжарович Алдамжаров; 5 декабря 1937, с. Сарайчик — 8 ноября 2005, Костанай) — советский и казахстанский историк. Доктор исторических наук (1986), профессор, академик Академии высшей школы Республики Казахстан.

## Биография
В 1962 году окончил Казахский государственный университет имени С. М. Кирова.
В 1980—1989 годы — проректор по научной работе Атырауского педагогического института.
В 1989—2001 годах — ректор Костанайского педагогического института, а затем Костанайского государственного университета. По его инициативе Костанайский педагогический институт был преобразован в Костанайский государственный университет.
В мае 2001 года создал «Инновационный центр», где продолжал свою деятельность по разработке и внедрению нового подхода в сфере образования, науки, технологии производства, подготовки научных кадров.
В 1999 году создал Костанайскую социальную академию, затем переименованную в Костанайский социально-технический университет, который осуществляет подготовку специалистов по техническим, педагогическим, экономическим и юридическим направлениям. В этом же году основан Костанайский социально-экономический колледж, переименованный в Костанайский социально-технический колледж.

## Научная деятельность
В 1974 году в Институте истории, археологии и этнографии имени Ч. Ч. Валиханова АН КазССР защитил диссертацию на соискание учёной степени кандидата исторических наук по теме «Проблемы истории социалистической революции в Казахстане в советской историографии. (Октябрь 1917—1940 гг.)» (специальность 07.00.09 — Историография, источниковедение и методы исторического исследования).
В 1984 году защитил диссертацию на соискание учёной степени доктора исторических наук по теме «Советская историография установления и упрочения Советской власти в Казахстане» (специальность 07.00.09 — Историография, источниковедение и методы исторического исследования).
Автор более чем 300 публикаций.

### Избранные труды
- Алдамжаров З. А. Победа Великой Октябрьской социалистической революции в Казахстане : (Историография проблемы). — Алма-Ата: Казахстан, 1983. — 175 с.
- Алдамжаров З. А. Проблемы истории социалистической революции в Казахстане в советской историографии. (Октябрь 1917—1940 гг.): Автореф. дис. … канд. истор. наук (07.00.09) / АН Каз ССР. Ин-т истории, археологии и этнографии им. Ч. Ч. Валиханова. — Алма-Ата : [б. и.], 1974. — 28 с.
- Алдамжаров З. А. Советская историография установления и упрочения Советской власти в Казахстане : дис. … д-ра истор. наук : 07.00.09. — М., 1984. — 422 с.
- Тарих: пайым мен тағылым (2003)
- История: размышление и суждения (2006)

## Награды
- Почётный гражданин города Костаная (15.07.2005)[1]
- Орден Парасат.
- Заслуженный деятель Республики Казахстан